# Vladimir Donin
Vladimir Aleksandrovič Donin (in russo Владимир Александрович Донин?; Togučin, 21 gennaio 1945) è un ex schermidore sovietico, vincitore di una medaglia di bronzo ai campionati mondiali di scherma.